# کروشکا
کروشکا (به بلغاری: Krushka) یک منطقهٔ مسکونی در بلغارستان است که در شهرستان کاردژالی واقع شده‌است.